# Adam Armstrong
Adam James Armstrong (ur. 10 lutego 1997 w Newcastle upon Tyne) – angielski piłkarz, występujący na pozycji napastnika w angielskim klubie Southampton. Były młodzieżowy reprezentant Anglii.

## Kariera klubowa

### Newcastle United
Armstrong jest fanem Newcastle United, trafił do klubu w wieku dziewięciu lat. Swoją dobrą grą w ligach młodzieżowych, wypromował się, trafił do pierwszego zespołu. 15 marca 2014 roku oficjalnie zadebiutował w meczu z Fulham, przegranym 1-0. Anglik wszedł w 86 minucie zmieniając de Jonga. 24 sierpnia 2014 roku, Armstrong stał się bohaterem meczu pucharu ligi angielskiej, wtedy Newcastle United grał z Crystal Palace, w doliczonym czasie gry, zaliczył dwie asysty, mecz zakończył się wynikiem 3-2. Newcastle awansowało do kolejnej rundy.

#### Coventry City
28 lipca 2015 roku został wypożyczony do Coventry City na sześć miesięcy.

#### Barnsley
30 sierpnia 2016 roku ogłoszono wypożyczenie Armstronga do Barnsley.